# Präsidentschaftswahl in Nicaragua 2001
Die Präsidentschaftswahl in Nicaragua 2001 wurde am 4. November 2001 abgehalten, um den Präsidenten und die Abgeordneten der Nationalversammlung zu wählen. Enrique Bolaños von der Partido Liberal Constitucionalista (PLC) wurde mit klarer Mehrheit zum Präsidenten gewählt, wohingegen Daniel Ortega von der Frente Sandinista de Liberación Nacional (FSLN) zum dritten Mal in Folge die Präsidentschaftswahl verlor. Die PLC gewann des Weiteren auch die Parlamentswahl und erhielt 52 der 92 Sitze im Parlament.